# 流浪者合唱團
流浪者合唱團（英語：Outkast，風格化為OutKast）是一支美国嘻哈音樂雙人組，由「博爺」安特萬·帕頓和「安德烈3000」安德烈·班傑明于1992年在喬治亞州亚特兰大成立。 該組合曾有歌曲登上告示牌百大單曲榜榜首。他們也有專輯登上Billboard 200榜首的专辑並获得美國唱片業協會的钻石认证，並被評為格莱美奖年度专辑。該組合共获得六项格莱美奖。   2007年該組合解散。2025年該組合入选摇滚名人堂。 